# Fraternitas Rigensis
Fraternitas Rigensis — балтийская студенческая корпорация. С 1823 по 1921 год базировалась в Дерптском университете, с 1921 по 1939 год — в Латвийском университете в Риге.

## История

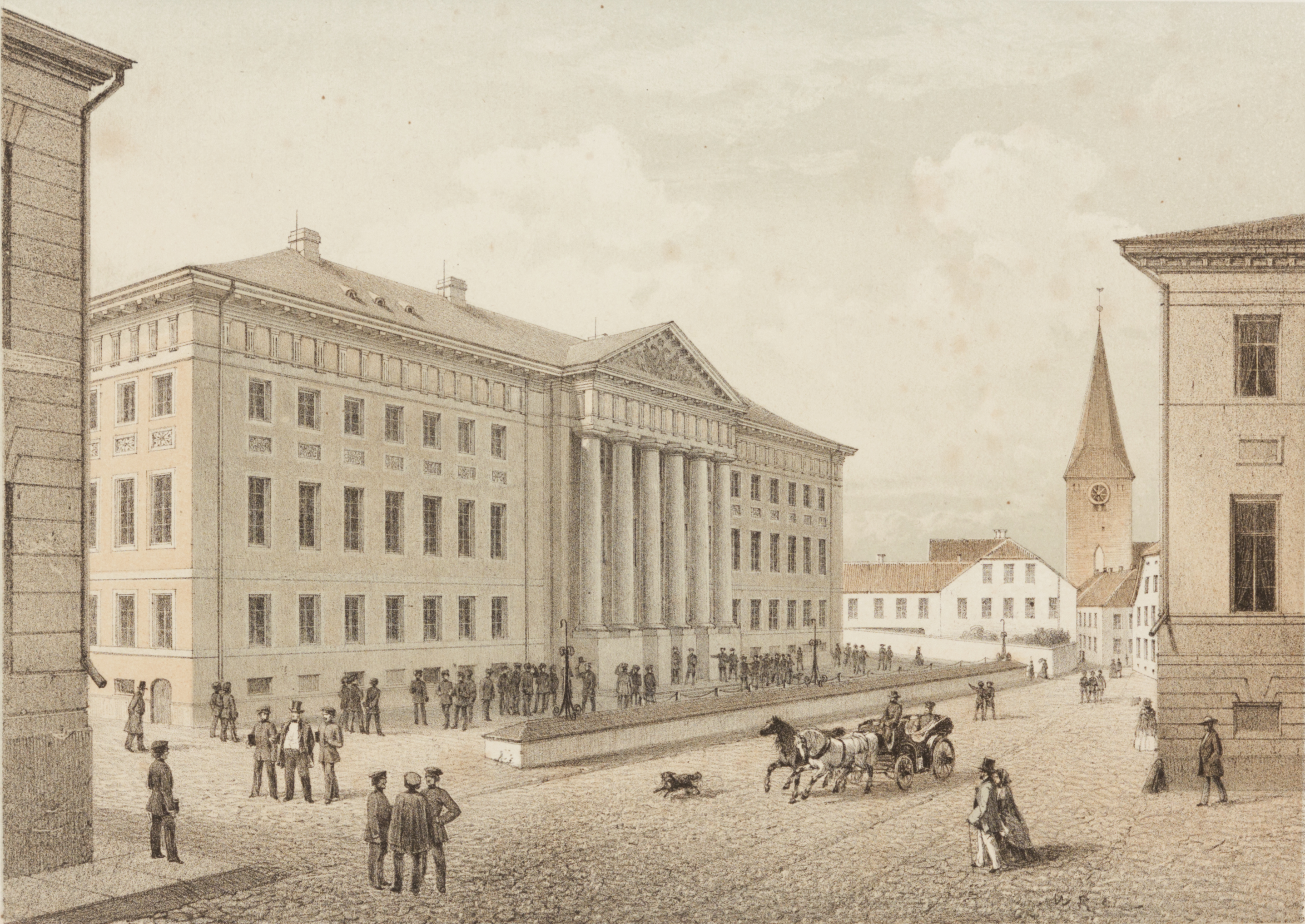
Дерптский университет (1860 г.)

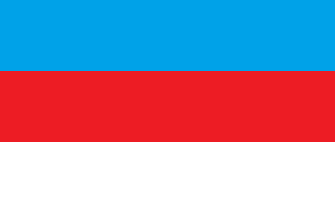
Флаг Fraternitas Rigensis

Немецко-балтийское студенческое братство «Fraternitas Rigensis» («Рижское братство») было основано 21 января 1823 года в Дерпте студентами из остзейско-немецких дворянских (рыцарских) семей Лифляндской губернии, преимущественно из Риги. Студенческое объединение видело свою задачу в «подготовке к будущей деятельности на родине Рижской Ливонии».
В 1826 году преобразовано в студенческое братство (нем. Burschenschaft), 1832 году, корпорация «Fraternitas Rigensis» была признана конвентом студенческих корпораций Дерптского университета (Chargiertenconvent). Цветами корпорации были синий, красный и белый.
Цветами корпорации Fraternitas Rigensis были синий, красный и белый. Гербом Fraternitas Rigensis был городской герб Риги, их девиз «Leiden oder triumphieren, Amboß oder Hammer sein — Будь победителем или страдай, будь молотом или наковальней» происходит из стихотворения Гёте. Затем это выражение появилось как аббревиатура LOTAOHS на гербе Fraternitas Rigensis.
После образования Эстонской Республики студенты из Риги больше не могли учиться на немецком или русском языке в ныне эстонском Тартуском университете, поэтому в 1921 году Fraternitas Rigensis перенесла свою штаб-квартиру в Ригу, где только что был основан Латвийский университет. В 1932 году, вместе с остальными немецкими студенческими корпорациями, демонстративно выходит из Конвента Президиумов (латыш. Prezīdiju Konvents, P!K! — организация, на данный момент, объединяющая 20 студенческих корпораций Латвии) в знак протеста против требования P!К! использовать только латышский язык.
В 1939 году после заключения договора о ненападении между Германией и Советским Союзом многие немцы переселились в Германию и корпорация была распущена.

## Известные члены корпорации
- Август Вильгельм Бухгольц[нем.] (1803—1875), коллекционер и педагог.
- Питер Август Пельхау[нем.] (1803—1874), теолог и епископ.
- Михаил Богданович Бульмеринг[нем.] (1805—1893), врач, генерал-майор.
- Аренд Беркгольц[нем.] (1808—1888), бургомистр Риги в 1878—1881.
- Китер, Александр Александрович (1813—1879) — врач, основоположник русской хирургической гинекологии, заслуженный профессор, тайный советник.
- Зелер, Карл-Вильгельм Фридрихович[эст.] (1861—1925) — юрист-романист, ординарный профессор кафедры римского права Томского государственного университета.
- Август фон Бульмеринк (1822—1890), юрист
- Карл Ширрен (1826—1910), историк
- Артур Пельхау[нем.] (1845—1919), историк
- Теофил Гетгенс[нем.] (1847—1919), пастор, генеральный интендант Ливонии.
- Карл Фридрих Глазенапп (1847—1915), учитель и исследователь Вагнера.
- Вильгельм Стида (1852—1933), народный экономист.
- Вильгельм Оствальд (1853—1932), химик, лауреат Нобелевской премии.
- Бернхард Альберт фон Холландер[нем.] (1856—1937), историк
- Август Лебер (1865—1948), профессор права и сенатор Латвийской Республики.
- Александр Юлиус Бурхард (1872—1955), пастор и ректор в Риге и Бреслау.
- Оскар Мазинг (1874—1947), профессор германистики Института Гердера.
- Ганс фон Римша[нем.] (1899—1987), профессор истории Эрлангенского университета.
- Дитрих А. Лебер (1923—2004), ученый-юрист